# Province de Juana Azurduy de Padilla
La province de Juana Azurduy de Padilla - appelée aussi simplement province d'Azurduy (en espagnol : Provincia de Azurduy), ou même province Azurduy (en espagnol : Provincia Azurduy) - est une des dix provinces du département de Chuquisaca, en Bolivie. Son chef-lieu homonyme est Azurduy. Elle porte le nom de Juana Azurduy de Padilla (1780-1862), une cheffe de guérilla bolivienne.

## Population
La population de la province a augmenté d'un quart au cours des deux dernières décennies, passant de 23 492 habitants au recensement de 1992 à 24 855 habitants à celui de 2012. Elle est très jeune, avec 47,2 % de moins de 15 ans.
Les indicateurs socio-culturels de la population reflètent la pauvreté de la grande majorité des habitants, puisque le taux d'alphabétisation est de 41,6 % seulement. En 1992, 97,7 % des habitants n'avaient pas accès à l'électricité et 96,9 % vivaient sans installation sanitaire.
Sur le plan culturel, l'espagnol est parlé par 45,9 % des habitants de la province, 77,1 % parlent le quechua et 0,2 % parlent l'aymara. Enfin, 96,1 % des habitants de la province étaient catholiques et 2,3 % protestants en 1992.